# Zeitentwicklung
Als Zeitentwicklung bezeichnet man die Zustandsänderung eines meist physikalischen Systems im Laufe des Fortschreitens der Zeit.
Die mathematische Beschreibung der zeitlichen Entwicklung wird meist mit Hilfe von Differentialgleichungen beschrieben, sogenannten Bewegungsgleichungen. In der klassischen Mechanik sind dies beispielsweise die Hamiltongleichungen oder zwei der vier Maxwellschen Gleichungen, in der Quantenmechanik ist es die zeitabhängige Schrödingergleichung. Die Zeit muss hierbei keine stetige Größe sein, sondern kann auch diskret oder endlich sein.
Der Begriff der Zeitentwicklung lässt sich auch auf nicht-physikalische Systeme anwenden, für die sich der Begriff eines Zustands, in dem sie sich befinden, wohldefinieren lässt (zustandsbehaftete Systeme). Ein Beispiel für ein solches System mit einer diskreten Zeit ist eine Turingmaschine, bei der der Gesamtzustand durch den Status der Kontrolleinheit und der Bänder sowie die Position des Schreib-Lese-Kopfes gegeben ist. Die Zeitentwicklung wird hierbei bestimmt durch das Programm.
Zustandsbehaftete Systeme lassen sich oft sowohl durch ihren Zustand als auch durch die Werte der Observablen beschreiben. In solchen Systemen kann sich die Zeitentwicklung auch auf Änderungen der Observablenwerte beziehen. Dies trifft insbesondere auf die Quantenmechanik zu, bei der das Schrödingerbild und das Heisenbergbild (fast) äquivalente Beschreibungen der Zeitentwicklung sind.